# Keston Davies
Keston Ellis Davies (Swansea, 2 ottobre 1996) è un calciatore gallese, difensore del Pontypridd.

## Carriera

### Club
Ha giocato nelle giovanili di Swansea City, Fulham, Manchester City e nuovamente Swansea City, il 14 luglio 2017 viene ceduto in prestito fino a fine stagione allo Yeovil Town, club della quarta divisione inglese, con cui all'età di 21 anni fa quindi il suo esordio tra i professionisti; nel gennaio del 2018, dopo sole 5 presenze (2 in campionato e 3, peraltro anche con una rete segnata, nel Football League Trophy) il prestito viene interrotto e Davies fa ritorno allo Swansea City, con cui trascorre la seconda metà della stagione giocando con la formazione Under-23. Il 31 agosto 2018 viene poi ceduto in prestito per un anno al Notts County, altro club di quarta divisione: anche con le Magpies il difensore trova tuttavia poco spazio, giocando solamente 7 partite di campionato.
Nell'estate del 2019, dopo essere rimasto svincolato, si accasa nella prima divisione gallese ai The New Saints; nella sua prima stagione gioca 3 partite nei turni preliminari di Champions League e 2 partite nei turni preliminari di Europa League, alle quali aggiunge poi anche 2 reti in 20 presenze nella prima divisione gallese (che viene peraltro interrotta dopo 26 giornate, a mai più ripresa, per via della pandemia di COVID-19). Nella stagione 2020-2021 gioca invece una partita nei turni preliminari di Europa League e 10 partite in campionato, mentre nella stagione 2021-2022 oltre a disputare 6 partite nei turni preliminari di Conference League contribuisce con 5 presenze alla vittoria della Coppa del Galles e con 13 presenze alla vittoria del campionato, grazie alla quale nella stagione 2022-2023 gioca poi altre 2 partite nei turni preliminari di Champions League. In questa stagione vince poi nuovamente sia il campionato che la coppa nazionale gallese. Nell'estate del 2023 si trasferisce al Pontypridd, altro club della prima divisione gallese, in cui rimane anche nella stagione 2024-2025, disputata in seconda divisione a seguito della retrocessione subita nell'annata precedente.

### Nazionale
Ha giocato nelle nazionali giovanili gallesi Under-17, Under-19 ed Under-21.

## Palmarès

### Club

#### Competizioni nazionali
- Welsh Premier League: 2

The New Saints: 2021-2022, 2022-2023
- Coppa del Galles: 2

The New Saints: 2021-2022, 2022-2023